# Комическая история Франсиона
«Правдивое комическое жизнеописание Франсиона» или «Комическая история Франсиона» (фр. La vraye histoire comique de Francion) — роман французского писателя Шарля Сореля, публиковавшийся в 1623, 1626 и 1633 годах (изначальная версия, расширенная и окончательный вариант соответственно). Считается наиболее значительным произведением этого автора.

## Сюжет
Главный герой романа — французский дворянин Франсион (его имя происходит от franc — «искренний», «свободный»), выбирающий между плотской страстью (Лоретта) и возвышающим душу чувством (прекрасная Наис). Версии 1626 и 1633 годов заканчиваются бракосочетанием Франсиона и Наис. По мнению некоторых литературоведов, прототипом Франсиона, приверженца умеренного эпикурейства, является известный вольнодумец Теофиль де Вио, а прототипом учителя Гортензиуса — писатель Гез де Бальзак. Роман содержит сатирическое описание современного Сорелю общества (хотя и не сводится к нему); красочно воссозданный Сорелем мир парижского «дна» предвосхищает «Парижские тайны» Эжена Сю. По мере продвижения Франсиона вверх по лестнице социальной иерархии он неизменно сталкивается с проявлениями порока, невежества и глупости. Связанная с аверроизмом философская позиция автора романа изложена преимущественно в аллегорическом сновидении главного героя в третьей книге.
Основной сюжет романа дополнен множеством вставных историй и ретроспекций: читатель узнаёт о молодости Франсиона, о жизни его отца и т. д. Насыщенность «Комической истории» авторскими отступлениями, письмами, поэтическими интерполяциями, контраст низменного и возвышенного, варьирование языковых регистров выдают связь «Франсиона» с эстетикой барокко.

## История текста
Первая версия романа в семи частях была опубликована анонимно в 1623 году. Спустя три года вышло расширенное издание, а в 1633 году свет увидел окончательный авторский вариант в 12 частях. Сорель укрылся в этом издании за псевдонимом Никола де Мулине (так звали малоизвестного французского новеллиста начала XVII века). В 1924 году Э. Руа переиздал на основе единственного сохранившегося экземпляра аутентичный текст 1623 года, и последующие издания «Франсиона» основываются именно на нём.
В общей сложности только при жизни автора «Франсион» издавался во Франции около 30 раз. В течение XVII века роман много раз публиковался на нидерландском, английском, немецком языках.

## Значение
Исследователи отмечают, что Сорель в «Комической истории» творчески перерабатывает традиции плутовского романа, а также Франсуа Рабле, средневекового фаблио и новеллистики эпохи Возрождения.
В свою очередь, «Франсион» с его авантюрным сюжетом, лаконичной лексикой, бытовыми ситуациями и общей конкретизацией проблематики существенно повлиял на Поля Скаррона («Комический роман»), Антуана Фюретьера («Мещанский роман»), Алена-Рене Лесажа («Хромой бес» и «Жиль Блаз»), сыграв таким образом важную роль в эволюции европейского романа Нового времени.